# Łyszkowice (powiat łowicki)
Łyszkowice – wieś w Polsce położona w województwie łódzkim, w powiecie łowickim, w gminie Łyszkowice.

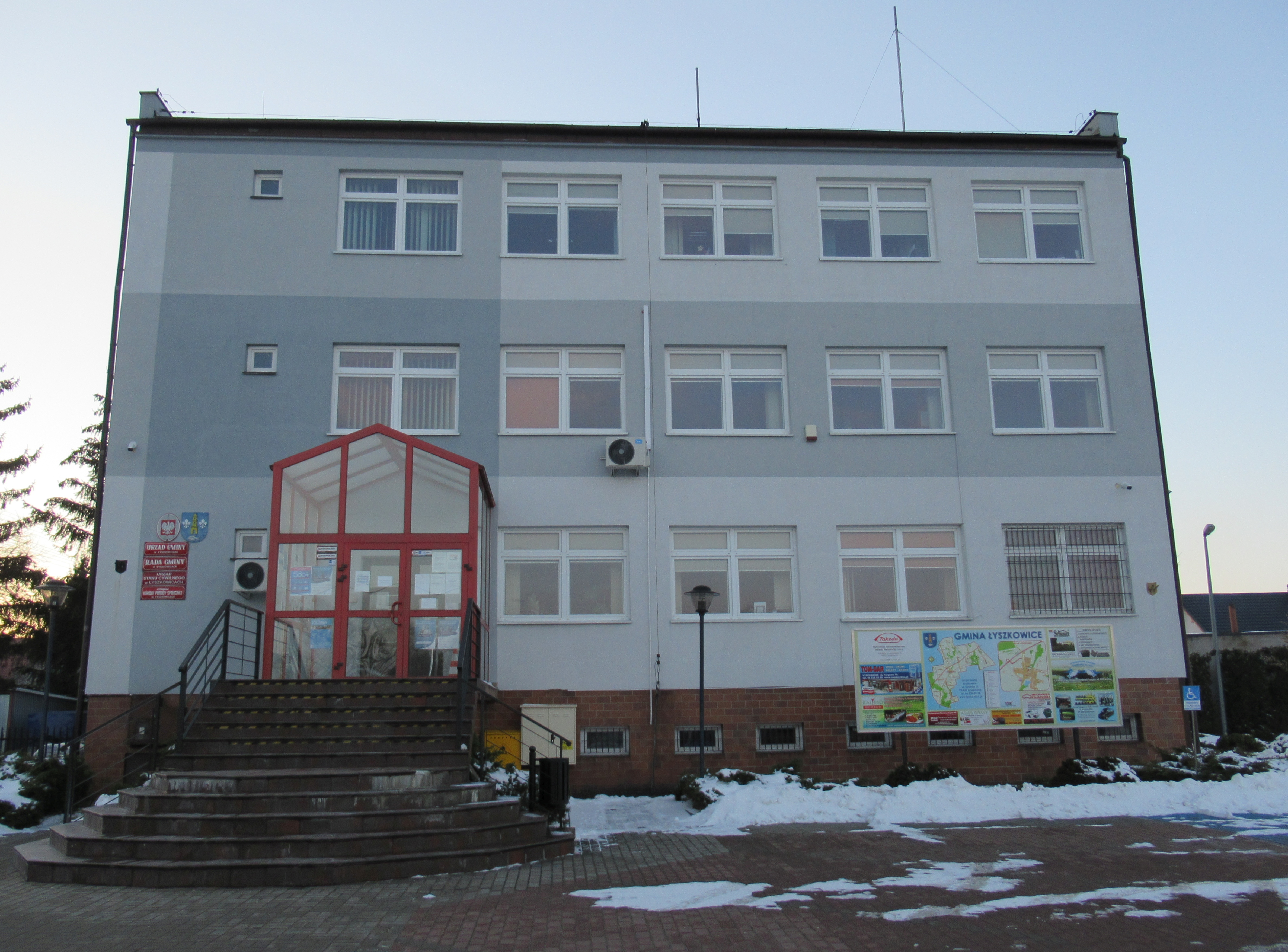
Budynek Urzędu Gminy Łyszkowice

W latach 1975–1998 miejscowość należała administracyjnie do województwa skierniewickiego.

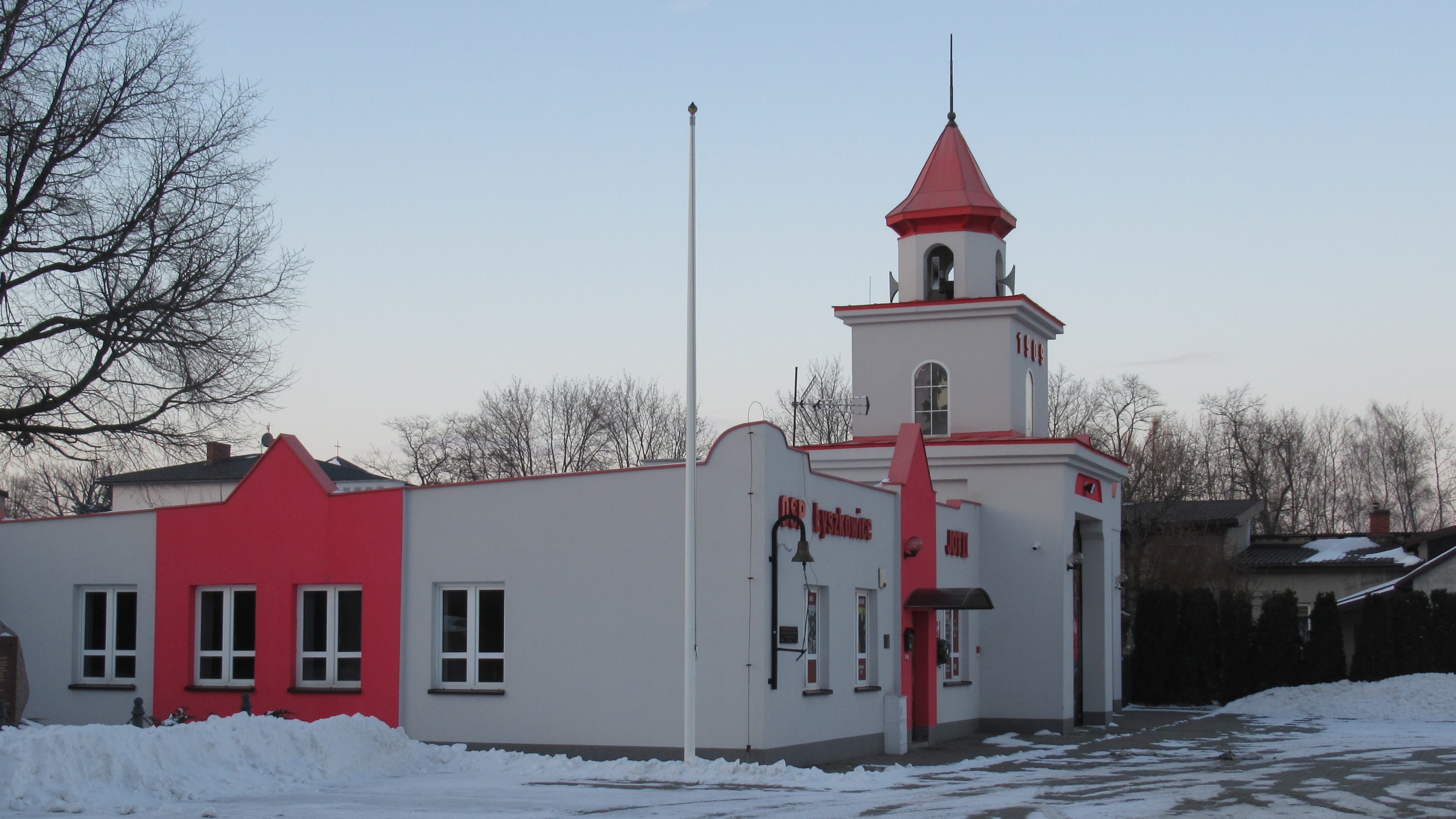
Remiza Ochotniczej Straży Pożarnej w Łyszkowicach

Wieś znana od roku 1356. W 1792 – wieś arcybiskupstwa gnieźnieńskiego w ziemi sochaczewskiej województwa rawskiego. 
Miejscowość jest siedzibą gminy Łyszkowice.

## Historia
Miejscowość położona na szlaku prowadzącym z Ziemi Kujawskiej, Mazowieckiej i Prus Królewskich do Piotrkowa Trybunalskiego. Łyszkowice już w XV wieku uzyskały prawa organizowania targów i jarmarków. Wieś słynna była z wyrobu drewnianych narzędzi gospodarczych i kulinarnych takich jak: sochy, brony, łopaty, widły oraz drewniane talerze, kubki, kopyście i łyżki. Przed rozbiorami wieś i dwór należały do dóbr arcybiskupstwa gnieźnieńskiego.
W czasie Księstwa Warszawskiego, Łyszkowice jak i inne wsie były nawiedzone przez epidemię cholery, w wyniku czego liczba ludności spadła o połowę.
Łyszkowice były niegdyś letnią siedzibą prymasów, a w latach 1832–1880 mieścił się tu zarząd administracji księstwa łowickiego, na które składał się klucz 18 wsi. Niegdyś znajdowała się tu fabryka tkanin, następnie mydła i wyrobów żelaznych, od 1851 r. rafineria i fabryka cukru H. Epsteina, później Łyszkowicka Fabryka Laktozy, następnie Łowickie Zakłady Farmaceutyczne „Polfa”, następnie zakłady farmaceutyczne BYK Mazovia, Altana Pharma, Nycomed Pharma, Takeda, a od roku 2021 należy do duńskiej firmy Orifarm.
W czasach prymasowskich Łyszkowice słynęły z licznych młynów i stawów hodowlanych. W XVII wieku prymas Wacław Leszczyński założył tutaj ogród włoski z licznymi posągami, fontannami i altanami, dziś już nieistniejący. W Łyszkowicach mieścił się do 1881 r. zarząd główny administracji księstwa łowickiego, sprawujący nadzór nad osobistymi dobrami carów rosyjskich. Zarząd sprawował też pieczę nad szpitalem dla włościan we wsi Kapera. W XIX w. obok ówczesnej wsi Łyszkowice powstała osada fabryczna złożona m.in. z dużego zespołu fabryk lnianych i jedwabnych, przędzalni oraz cukrowni. W połowie ubiegłego stulecia sama tylko cukrownia zatrudniała 500 robotników.
W połowie XIX w. mieszkali tu Teodor i Paulina Noiretowie wraz z córką Zofią, późniejszą aktorką. Teodor był magazynierem spichrzów Księstwa Łowickiego. 
1 stycznia 1928 arcybiskup warszawski Aleksander Kakowski utworzył w Łyszkowicach rzymskokatolicką parafię św. Kazimierza Królewicza.
W czasie II wojny światowej teren gminy był miejscem zrzutów lotniczych cichociemnych – okolice wsi Czatolin, gdzie został postawiony pomnik upamiętniający te wydarzenia. W maju 1940 roku Niemcy utworzyli getto dla żydowskich mieszkańców. Przebywało w nim około 500 Żydów. W marcu 1941 zostali wywiezieni do getta w Warszawie, a stamtąd do obozu zagłady Treblinka II i tam zamordowani.
11 czerwca 1943 patrol bojowy Obwodu Łowicz Podokręgu Zachodniego Armii Krajowej w wyniku akcji likwidacyjnej ciężko ranił sołtysa Łyszkowic – volksdeutscha Diera, znanego w okolicy wroga Polaków. 16 czerwca 1943 dokonano zamachu na wójta gminy Łyszkowice, volksdeutscha Becka, który jednak zdołał ujść patrolowi bojowemu Kedywu; zginął natomiast syn Becka.
W sierpniu 1944 r. teren gminy (okolice wsi Chlebów) był miejscem walk oddziału AK plutonowego Stanisława Borowskiego ps. „Maszynista”. 16 sierpnia grupa została rozbita przez przeważające siły wroga.

## Zabytki
Według rejestru zabytków Narodowego Instytutu Dziedzictwa na listę zabytków wpisane są obiekty:
- gorzelnia, ob. dom mieszkalny, ul. Księstwa Łowickiego 21, 1 poł. XIX, 1903, nr rej.: 612 z 24.08.1967
- cukrownia, ob. domy mieszkalne, ul. Wolności 1, 1830-XX, nr rej.: 1007-A z 1.10.1998:
  - budynek „Podkowa”
  - budynek „Mydlarnia”

## Komunikacja
Do końca roku 2024 do Łyszkowic dojeżdżały autobusy MZK Łowicz (linia nr 5 – siedem kursów w dni robocze). Od roku 2025 obsługę komunikacyjną gminy zapewniają przewoźnicy PKS Skierniewice i DanBus Sp. z o.o. (komerc.). Najbliższy przystanek kolejowy, Stare Grudze, znajduje się w odległości 7,8 km; w zbliżonej odległości znajduje się także stacja Domaniewice. Doskonałe połączenie drogowe zapewnia autostrada A2 wraz z położonym kikaset metrów od Łyszkowic węzłem „Łowicz” i drogą wojewódzką nr 704.

## Inne
Na terenie gminy znajdują się tereny łowieckie szczególnie atrakcyjne dla myśliwych polujących na kaczki i bażanty. Istnieją również stawy wędkarskie, gdzie łowić można nawet dwudziestokilogramowe karpie i szczupaki.

## Sport
We wsi działa klub sportowy Laktoza Łyszkowice, założony w 1955 roku, który aktualnie gra w A klasie grupy skierniewickiej.